# Tomosvaryella contorta
Tomosvaryella contorta är en tvåvingeart som först beskrevs av Hardy 1939.  Tomosvaryella contorta ingår i släktet Tomosvaryella och familjen ögonflugor. Inga underarter finns listade i Catalogue of Life.